# Fernão Gomes
Fernão Gomes (Fernão Gomes da Mina; 15. Jahrhundert) war ein Unternehmer, Schiffseigentümer und Entdecker aus Portugal.

## Familie
Sein Vater war Tristão Gomes de Brito, seine Mutter Catharina Leme Paes. Seine Geburts- und Todesdaten sind unbekannt, sein belegtes Wirken fand in einem engen Zeitraum zwischen 1469 und 1478 statt (15. Jahrhundert). Der wohlhabende Kaufmann Fernão Gomes führte seine Geschäfte in Lissabon und fuhr nicht selbst zur See, sondern beauftragte erfahrene Seeleute, die Entdeckungsreisen mit seinen Schiffen nach Westafrika durchzuführen. Zu Diogo Gomes, der ebenfalls in Westafrika unterwegs war, bestanden keine verwandtschaftlichen Beziehungen. Fernão Gomes heiratete Catarina Leme, ein uneheliches Kind des Martim Leme, eines aus Brüssel stammenden Kaufmanns.

## Pachtvertrag
Nachdem Heinrich der Seefahrer am 13. November 1460 verstorben war, übernahm sein Neffe König Alfons V. die Aufgabe, dessen Pläne der Seefahrt fortzuführen. Gomes erwarb im November 1469 von König Alfons V. das alleinige Recht für drei Jahre aufgrund eines Pachtvertrages, auf eigene Kosten jährlich 100 Leguas (480 Kilometer) westafrikanischer Küste im Namen der portugiesischen Krone zu erkunden. Die Pacht hierfür betrug 200.000 Réis jährlich. Kurz vor Ablauf der Pacht wurde der Vertrag 1473 für ein weiteres Jahr verlängert.
Gomes übertrug die Aufgabe der Seefahrt einigen erfahrenen Kapitänen wie Soeiro da Costa (Elfenbein- und Pfefferküste, 1470), der Pilot Pêro Escobar und João de Santarém drangen 1470 zur Goldküste vor, Lopes Gonçalves und Rui de Sequeira erreichten 1471 das Cap Santa Catarina, João de Santarém entdeckte am 21. Dezember 1471 São Tomé und am 17. Januar 1472 Santo António (oder auch Antão); letzteres wurde 1502 in Príncipe umbenannt. Fernão do Pó entdeckte die Inselgruppen im Golf von Guinea (Bioko, 1472/1473). Insgesamt drangen die Schiffe 2000 km an der afrikanischen Westküste vor; die den Entdeckungsreisen folgende Handelsflotte des Gomes umfasste bis zu 20 Schiffe.
Nach der Entdeckung des Goldes der Aschanti 1471 in Ghana und dessen Transport nach Portugal erhielt Gomes 1474 den Adelstitel „da Mina“ (deutsch „von der (Gold-)Mine“). Gomes Pacht führte zu einer Monopolstellung, die König Alfons V. missfiel, so dass er die Pacht 1475 nicht mehr verlängerte. Sein Sohn König Johann II. übernahm im selben Jahr die Verantwortung für die Afrika-Expeditionen, bevor er 1481 König wurde. 1478 wurde Gomes Mitglied des königlichen Rates. Danach verlieren sich die historisch belegten Spuren des Fernão Gomes. In der Fachliteratur wird Gomes häufig als Entdecker bezeichnet, obwohl er lediglich Auftraggeber für die wahren Entdecker gewesen ist.